# Championnats du monde de cross-country 1981
Navigation
Édition précédente Édition suivante
Les 9e Championnats du monde de cross-country IAAF  se déroulent le 28 mars 1981 à Madrid en Espagne. 457 athlètes de 39 pays ont participé.

## Résultats

### Cross long hommes

#### Individuel
| Médaille | Athlète               | Temps       |
| Or       | Craig Virgin (USA)    | 35 min 05 s |
| Argent   | Mohamed Kedir (ETH)   | 35 min 07 s |
| Bronze   | Fernando Mamede (POR) | 35 min 09 s |

#### Équipes
| Médaille | Athlètes | Points  |
| Or       | Éthiopie Mohamed Kedir (2e) Girma Berhanu (7e) Dereje Nedi (13e) Kebede Balcha (14e) Miruts Yifter (15e) Eshetu Tura (30e)  | 81 pts  |
| Argent   | États-Unis Craig Virgin (1e) Thom Hunt (8e) Mark Nenow (17e) Bill Donakowski (18e) Bruce Bickford (19e) George Malley (51e) | 114 pts |
| Bronze   | Kenya Jackson Ruto (22e) Peter Koech (24e) Alfred Nyasani (25e) Sammy Mogene (36e) Wilson Musonik (56e) Some Muge (57e)     | 220 pts |

### Course juniors hommes

#### Individuel
| Médaille |  | Athlète                 |  | Temps       |  |
| Or       |  | Mohammed Chouri (TUN)   |  | 22 min 04 s |  |
| Argent   |  | Yevgeniy Zherebin (URS) |  | 22 min 06 s |  |
| Bronze   |  | Keith Brantly (USA)     |  | 22 min 07 s |  |

#### Équipes
| Médaille | Athlètes   | Points |
| Or       | États-Unis | 23 pts |
| Argent   | Angleterre | 61 pts |
| Bronze   | Canada     | 66 pts |

### Cross long femmes

#### Individuel
| Médaille | Athlète               | Temps       |
| Or       | Grete Waitz (NOR)     | 14 min 07 s |
| Argent   | Jan Merrill (USA)     | 14 min 22 s |
| Bronze   | Yelena Sipatova (URS) | 14 min 22 s |

#### Équipes
| Médaille | Athlètes                                                                                       | Points |
| Or       | URSS Yelena Sipatova (3e) Tatyana Sychova (5e) Svetlana Ulmasova (7e) Tatyana Pozdnyakova (9e) | 24 pts |
| Argent   | États-Unis Jan Merrill (2e) Betty Springs (6th) Julie Shea (13th) Mary Shea (15th)             | 36 pts |
| Bronze   | Italie Agnese Possamai (4e) Cristina Tomasini (23e) Silvana Cruciata (29e) Alba Milana (33e)   | 89 pts |